# (10004) Igormakarov
(10004) Igormakarov es un asteroide perteneciente al cinturón de asteroides descubierto por Tamara Mijáilnovna Smirnova desde el Observatorio Astrofísico de Crimea, en Naúchni, el 2 de noviembre de 1975.

## Designación y nombre
Igormakarov se designó al principio como 1975 VV2.
Más adelante, en 2001, fue nombrado en honor del científico soviético Igor Makarov.

## Características orbitales
Igormakarov está situado a una distancia media de 3,11 ua del Sol, pudiendo alejarse hasta 3,669 ua y acercarse hasta 2,551 ua. Tiene una excentricidad de 0,1797 y una inclinación orbital de 16,75 grados. Emplea en completar una órbita alrededor del Sol 2003 días. El movimiento de Igormakarov sobre el fondo estelar es de 0,1797 grados por día.

## Características físicas
La magnitud absoluta de Igormakarov es 12,8.